# Heinrich-Brunnen

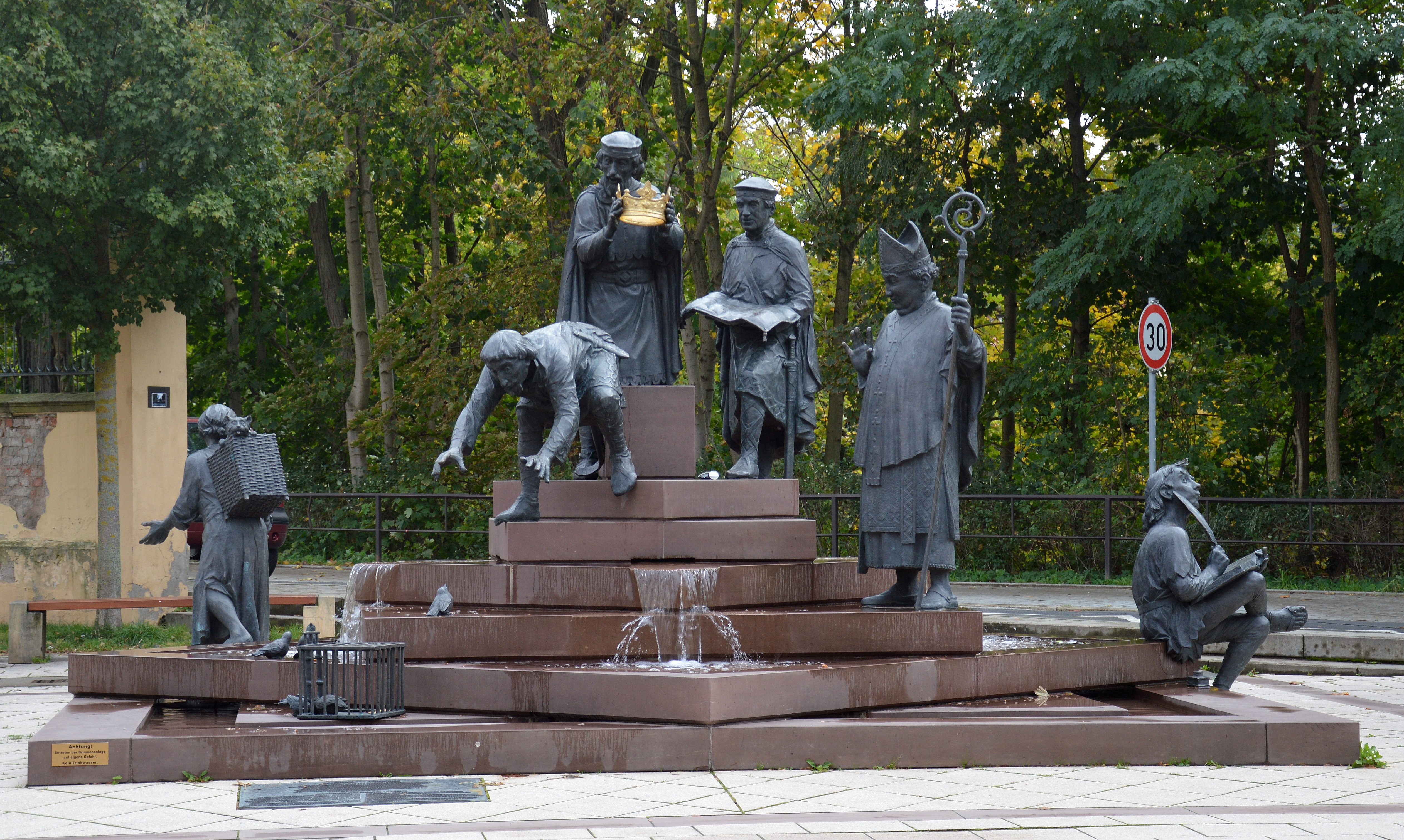
Heinrich-Brunnen

Der Heinrich-Brunnen ist ein Brunnen in Quedlinburg in Sachsen-Anhalt.

## Lage
Er befindet sich südöstlich der Quedlinburger Altstadt an der platzartigen Einmündung der Adelheidstraße auf die Turnstraße. Etwas weiter östlich verläuft die Bode.

## Gestaltung und Geschichte
Der Brunnen erinnert an die im Jahr 919 erfolgte Krönung Heinrich I., der vom Schöpfer des Brunnens als erster deutscher König gesehen wird. Der Legende nach erhielt Heinrich während des Vogelfangs am Quedlinburger Finkenherd die Nachricht von seiner Wahl zum König. Die Brunnenanlage entstand im Jahr 2007 und wurde am 9. Mai 2007 eingeweiht. Zur Einweihung waren der Landrat Martin Skiebe und der Quedlinburger Bürgermeister Eberhard Brecht zugegen.
Geschaffen wurde der humorvoll gestaltete Brunnen vom Quedlinburger Metallgestalter Jochen Müller. Die Finanzierung erfolgte durch die etwas nördlich des Brunnenstandortes ansässige Kreissparkasse, die den Brunnen der Stadt Quedlinburg schenkte.
Der Brunnen stellt figürlich eine Krönungsszene dar, in deren Mittelpunkt Heinrich sitzt, dem gerade Eberhard von Franken die Krone aufsetzen will. Heinrich ist jedoch mehr am Vogelfang interessiert und wendet sich einem am Boden sitzenden Vogel zu. Ein Edelmann, der die Krone brachte, steht etwas versetzt zu den beiden. Die Krönungsgruppe ist von anderen Personen umgeben. So steht ein Bischof mit ablehnender Geste in der Nähe der Gruppe und soll die ablehnende Haltung der Kirche zur Krönung Heinrichs darstellen. Eine sich von der Szene mit leeren Händen und resignierender Mine abwendende einfache Bäuerin oder Magd stellt das einfache Volk und die bestehenden sozialen Gegensätze dar. Ebenfalls mit dem Rücken zur Krönung sitzt ein Chronist mit aufgeschlagenem Buch. In seine Schuhsohle befindet sich die Signatur des Künstlers. Komplettiert wird der Brunnen von diversen Kleinfiguren, wie einem Froschkönig und diversen Vögeln, darunter mehrere an einer Vogelfalle.
Am Rand befindet sich eine Tafel mit Erläuterungen zum geschichtlichen Hintergrund und der Gestaltung des Brunnens.
Die Krönungsszene ist so gestaltet, dass Betrachter selbst den Platz Heinrichs unter der Krone einnehmen und sich unter die Krone setzen können. Die Gesichtszüge des Edelmanns ähneln den langjährigen Direktor der Sparkasse Klaus Köhler.